# Judah Dana
Judah Dana (Pomfret, 1772. április 25. – Fryeburg, 1845. december 27.) az Amerikai Egyesült Államok szenátora (Maine, 1836–1837).